# 7e Meijin (shogi) 1947-1948
«Édition précédente (6)
7e Meijin
Édition suivante (8)»
Le 7e Meijin est une compétition japonaise de shogi qui s'est déroulée de mai 1947 au 26 mai 1948.
Le 2e Jun'isen est une composante du 7e meijin qui s'est déroulée de mai 47 à février 48.

## Structure du tournoi

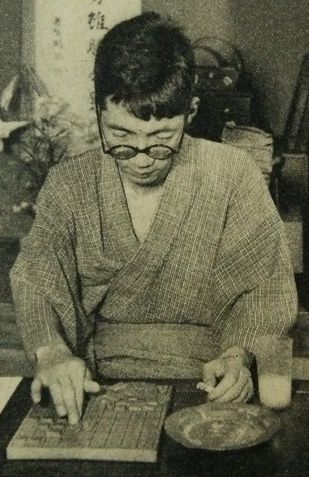
Masao Tsukada, le vainqueur du tournoi

Le Meijinsen Nanaban shobu oppose au meilleur des sept manches le Meijin en titre au vainqueur du Chosen sha Ketteisen.
Le Chosen sha Ketteisen (tournoi des candidats) est un tournoi à échelle opposant dans des matchs au meilleur des trois parties successivement.
1. le troisième du Jun'isen A contre le vainqueur du Jun'isen C
2. le second du Jun'isen A contre le vainqueur du 1er match
3. le vainqueur du Jun'isen A contre le vainqueur du 2nd match

le Jun'isen A est un tournoi double ronde sélectionnant 3 joueurs pour le chosen sha kettei sen (tournoi des candidats).
le Jun'isen B est un tournoi en 12 parties sélectionnant 1 joueur pour le chosen sha ketteisen.
le Jun'isen C est un tournoi en 12 parties.

## Meijinsen Nanaban shobu
Match au meilleur des sept manches opposant Masao Tsukada Meijin au vainqueur du Chosensha Ketteisen (tournoi des candidats), Yasuharu Oyama.
Masao Tsukada Meijin défend son titre par 4 victoires, 2 défaites et 1 sennichite,.
| Masao Tsukada                        | Masao Tsukada | Masao Tsukada  | Masao Tsukada | Masao Tsukada | Masao Tsukada  | Masao Tsukada | Masao Tsukada | Masao Tsukada | Masao Tsukada | Masao Tsukada                       |
| 塚田正夫                             | 塚田正夫      | 塚田正夫       | 塚田正夫      | 塚田正夫      | 塚田正夫       | 塚田正夫      | 塚田正夫      | 塚田正夫      | 塚田正夫      | 塚田正夫                            |
|                                      | Date          | Sente          | Sente         | Né en         | Gote           | Gote          | Né en         | Tsukada       | Oyama         | Lieu                                |
| ------------------------------------ | ------------- | -------------- | ------------- | ------------- | -------------- | ------------- | ------------- | ------------- | ------------- | ----------------------------------- |
| 1                                    | 06/04         | Yasuharu Oyama | 大山 康晴     | 1923          | Masao Tsukada  | 塚田 正夫     | 1914          |               | 1             | Kona Onsen(ja) , Izu, Shizuoka      |
| 2                                    | 10/04         | Masao Tsukada  | 塚田 正夫     | 1914          | Yasuharu Oyama | 大山 康晴     | 1923          | 1             |               | Kona Onsen(ja) , Izu, Shizuoka      |
| 3                                    | 25/04         | Yasuharu Oyama | 大山 康晴     | 1923          | Masao Tsukada  | 塚田 正夫     | 1914          | 2             |               | Shirama Onsen(en), Kishu , Wakayama |
| 4                                    | 29/04         | Masao Tsukada  | 塚田 正夫     | 1914          | Yasuharu Oyama | 大山 康晴     | 1923          |               | 2             | Shirama Onsen(en), Kishu , Wakayama |
| 5                                    | 19/05         | Yasuharu Oyama | 大山 康晴     | 1923          | Masao Tsukada  | 塚田 正夫     | 1914          | 千            | 千            | Yamanaka Onsen, Koga , Ishikawa     |
| 5'                                   | 22/05         | Yasuharu Oyama | 大山 康晴     | 1923          | Masao Tsukada  | 塚田 正夫     | 1914          | 3             |               | Yamanaka Onsen, Koga , Ishikawa     |
| 6                                    | 26/05         | Masao Tsukada  | 塚田 正夫     | 1914          | Yasuharu Oyama | 大山 康晴     | 1923          | 4             |               | Yamanaka Onsen, Koga , Ishikawa     |
| Masao Tsukada bat Yasuharu Oyama 4-2 |               |                |               |               |                |               |               |               |               |                                     |

千 : Sennichite

## Jun'isen(tournoi de classement)

### Chosensha Ketteisen(Tournoi des candidats)

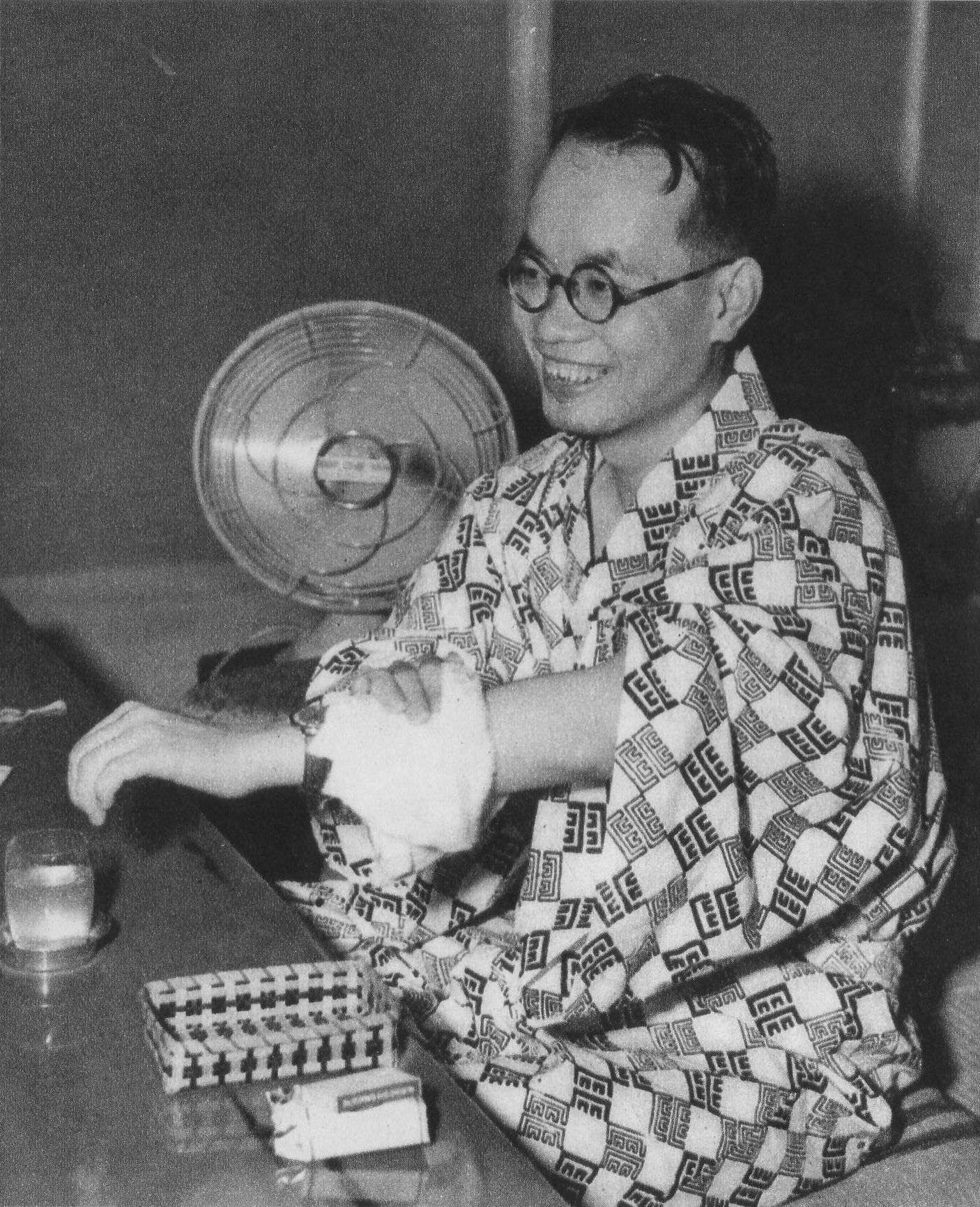
Yasuharu Oyama, vainqueur du Jun'isen.

Vainqueur du Jun'isen B Yasuharu Oyama bat successivement les trois premiers du Jun'isen A obtenant ainsi l'opportunite de defier Masao Tsukada Meijin lors du Nanaban shobu 
| Yasuharu Oyama | Yasuharu Oyama | Yasuharu Oyama | Yasuharu Oyama | Yasuharu Oyama | Yasuharu Oyama    | Yasuharu Oyama    | Yasuharu Oyama    | Yasuharu Oyama    | Yasuharu Oyama    | Yasuharu Oyama    | Yasuharu Oyama    | Yasuharu Oyama    | Yasuharu Oyama    |
| 大山 康晴      | 大山 康晴      | 大山 康晴      | 大山 康晴      | 大山 康晴      | 大山 康晴         | 大山 康晴         | 大山 康晴         | 大山 康晴         | 大山 康晴         | 大山 康晴         | 大山 康晴         | 大山 康晴         | 大山 康晴         |
| Competiteurs   | Competiteurs   | Competiteurs   | Competiteurs   | 1er Match      | 2nd Match         | 2nd Match         | 2nd Match         | 3e Match          | 3e Match          | 3e Match          | finale            | finale            | finale            |
| -------------- | -------------- | -------------- | -------------- | -------------- | ----------------- | ----------------- | ----------------- | ----------------- | ----------------- | ----------------- | ----------------- | ----------------- | ----------------- |
| Jun'isen A 1er | Kōzō Masuda    | 升田幸三       | 1918           | Kōzō Masuda    | Kōzō Masuda       | Kōzō Masuda       | Kōzō Masuda       | Kōzō Masuda       | Kōzō Masuda       | Kōzō Masuda       | Yasuharu Oyama2-1 | Yasuharu Oyama2-1 | Yasuharu Oyama2-1 |
| Jun'isen A 2nd | Gen'ichi Ōno   | 大野源一       | 1911           | Gen'ichi Ōno   | Gen'ichi Ōno      | Gen'ichi Ōno      | Gen'ichi Ōno      | Yasuharu Oyama2-1 | Yasuharu Oyama2-1 | Yasuharu Oyama2-1 | Yasuharu Oyama2-1 | Yasuharu Oyama2-1 | Yasuharu Oyama2-1 |
| Jun'isen A 3e  | Chōtarō Hanada | 花田長太郎     | 1897           | Chōtarō Hanada | Yasuharu Oyama2-1 | Yasuharu Oyama2-1 | Yasuharu Oyama2-1 | Yasuharu Oyama2-1 | Yasuharu Oyama2-1 | Yasuharu Oyama2-1 | Yasuharu Oyama2-1 | Yasuharu Oyama2-1 | Yasuharu Oyama2-1 |
| Jun'isen B 1er | Yasuharu Oyama | 大山 康晴      | 1923           | Yasuharu Oyama | 〇                | ●                 | 〇                | 〇                | ●                 | 〇                | 〇                | ●                 | 〇                |

### Jun'isenA (Tournoi de classement Class A)
Nobuhiko Sakaguchi est forfait et remplacé par Shinichi Murakami.
- Kōzō Masuda apres avoir remporte lors de la saison precedente le Jun'isen B remporte le Jun'isen A avec 3 victoire d'avance.
- Gen'ichi Ōno termine second et se qualifie pour le Chōsensha Ketteisen.
- Chōtarō Hanada a 60 ans finit troisième et se qualifie pour le Chōsensha Ketteisen.
- Yoshio Kimura l'ancien Meijin fait un tournoi tres moyen et ne parviens pas a se qualifié pour  Chōsensha Ketteisen.
- Shin'ichi Murakami remplaçant Nobuhiko Sakaguchi ne remporte aucune victoire et est relégué en classe B[5].

| Rang | Compétiteurs       | Compétiteurs | Compétiteurs | V  | D  |
| ---- | ------------------ | ------------ | ------------ | -- | -- |
| 1    | Kōzō Masuda        | 升田幸三     | 1918         | 12 | 2  |
| 2    | Gen'ichi Ōno       | 大野源一     | 1911         | 9  | 5  |
| 3    | Chōtarō Hanada     | 花田長太郎   | 1897         | 9  | 5  |
| 4    | Ichitarō Doi       | 土居市太郎   | 1887         | 8  | 6  |
| 5    | Yoshio Kimura      | 木村 義雄    | 1905         | 7  | 7  |
| 6    | Jirō Katō          | 加藤治郎     | 1910         | 7  | 7  |
| 7    | Kiyoshi Hagiwara   | 萩原淳       | 1904         | 3  | 10 |
| 8    | Shin'ichi Murakami | 村上真一     | 1897         | 0  | 13 |

### Jun'isen B(Tournoi de classement Classe B)
17 participants
1. Yasuharu Ōyama  11-1 Qualifié pour le Chōsensha Ketteisen et promu en classe A
2. Yūzō Maruta 10-2 promu en classe A
3. Shūya Kitadate 9-3 promu en classe A
4. Tatsuo Matsuda 8-4  promu en classe A
5. Shigeyuki Matsuda 7-5

### Jun'isen C(Tournoi de classement Classe C)
35 participants 18 dans le groupe Azuma 17 dans le groupe Nishi.

#### Groupe Azuma
1. Yasuo Harada 9-3 promu en classe B
2. Yukio Kyōsu 9-3 promu en classe B
3. Toyoichi Igarashi  9-3 promu en classe B
4. Tsugihiko Yamakawa 8-4 promu en classe B
5. Seikichi Kanetaka 8-4 promu en classe B

#### Groupe Nishi
1. Takuzō Matsuura 9-2 promu en classe B
2. Yūji Sase 8-4 promu en classe B
3. Shirō Itaya 8-4 promu en classe B
4. Minamiguchi Shigeichi 8-4 promu en classe B
5. Masamasa Yamanaka 7-5